# Сора (Колумбия)
Сора (исп. Sora) — небольшой город и муниципалитет в центральной части Колумбии, на территории департамента Бояка. Входит в состав Центральной провинции.

## История
Поселение, из которого позднее вырос город, было основано в 1556 году. Муниципалитет Сора был выделен в отдельную административную единицу в 1777 году.

## Географическое положение

Муниципалитет Сора

Город расположен на северо-западе центральной части департамента, в гористой местности Восточной Кордильеры, на расстоянии приблизительно 9 километров к западу от города Тунха, административного центра департамента. Абсолютная высота — 2668 метров над уровнем моря.
Муниципалитет Сора граничит на севере и северо-западе с территорией муниципалитета Чикиса, на западе — с муниципалитетом Сачика, на юго-западе — с муниципалитетом Самака, на юге — с муниципалитетом Кукайта, на юго-востоке — с муниципалитетом Тунха, на востоке — с муниципалитетом Мотавита. Площадь муниципалитета составляет 42 км².

## Население
По данным Национального административного департамента статистики Колумбии, совокупная численность населения города и муниципалитета в 2015 году составляла 3025 человек.
Динамика численности населения муниципалитета по годам:
| 2005 | 2006 | 2007 | 2008 | 2009 | 2010 | 2011 | 2012 | 2013 | 2014 | 2015 |
| ---- | ---- | ---- | ---- | ---- | ---- | ---- | ---- | ---- | ---- | ---- |
| 2976 | 2983 | 2990 | 2996 | 3002 | 3007 | 3011 | 3016 | 3019 | 3022 | 3025 |

Согласно данным переписи 2005 года мужчины составляли 50,8 % от населения Соры, женщины — соответственно 49,2 %. В расовом отношении всё население города составляли белые и метисы.
Уровень грамотности среди всего населения составлял 89,2 %.

## Экономика
Основу экономики Соры составляет сельское хозяйство.

68,9 % от общего числа городских и муниципальных предприятий составляют предприятия торговой сферы, 15,6 % — предприятия сферы обслуживания, 15,5 % — промышленные предприятия.